# Champigné
Champigné korábbi község Franciaország Loire mente régiójában, Maine-et-Loire megyében. 2016. december 15-én hat másik korábbi községgel egyesült és Les Hauts-d’Anjou új község része lett.
Lakosainak száma 2193 fő (2018. január 1.). Champigné Cheffes, Cherré, Écuillé, Juvardeil, Marigné, Querré és Sceaux-d’Anjou községekkel határos.

## Népesség
A település népességének változása:
| Lakosok száma | 2084 | 2158 | 5732 | 2194 | 2193 |
|               | 2013 | 2015 | 2016 | 2017 | 2018 |